# Bahía Blanca
Bahía Blanca je přístavní město v Argentině, ležící 600 km jihozápadně od hlavního města Buenos Aires na území stejnojmenné provincie. Žije v něm okolo tří set tisíc obyvatel. Název města znamená doslova „Bílá zátoka“ a pochází od estuáru řek Napostá a Río Sauce Chico, jehož břehy jsou pokryty naplavenou mořskou solí.
V roce 1828 byla založena pevnost Fortaleza Protectora Argentina na obranu proti domorodým Mapučům. Roku 1833 se ve zdejším přístavu zastavil Charles Darwin na své cestě kolem světa. Rozvoj města urychlilo zavedení železničního spojení s Buenos Aires v roce 1884. Bahía Blanca leží na rozhraní pampy a Patagonie, je významným vývozcem obilí, slunečnicového oleje, ovčí vlny a hovězího masa, díky ropovodu spojujícímu město s oblastí Vaca Muerta se rozvíjí také petrochemický průmysl. Sídlí zde vysoká škola Universidad Nacional del Sur, město je také centrem římskokatolické arcidiecéze Archidioecesis Sinus Albi. Fotbalový Club Olimpo je účastníkem nejvyšší argentinské soutěže. V nedalekém Puerto Belgrano se nachází největší základna argentinského námořnictva.

## Rodáci
- Jorge Anaya (1926–2008), admirál
- Daniel Bertoni (* 1955), fotbalista
- Manu Ginóbili (* 1977), basketbalista
- César Milstein (1927–2002), imunolog
- Guido Pella (* 1990), tenista
- Lautaro Martínez (* 1997), fotbalista

## Partnerská města
- Ašdod, Izrael
- Cienfuegos, Kuba
- Fermo, Itálie
- Christchurch, Nový Zéland
- Jacksonville, Spojené státy americké
- Reus, Španělsko
- Talcahuano, Chile